# Бетюн, Франсуа-Жозеф де
Франсуа-Жозеф де Бетюн (фр. François-Joseph de Béthune-Charost; 6 января 1719 — 26 октября 1739, Фонтенбло), герцог д'Ансени — французский аристократ.

## Биография
Третий сын Поля-Франсуа де Бетюна, герцога де Шаро, и Жюли-Кристин-Режин-Жорж д'Антрег.
Первоначально титуловался маркизом д'Ансени. После смерти в 1736 году старшего брата Армана-Луи стал наследником семейных титулов и владений.
Стал герцогом-пэром д'Ансени, после уступки отцом титула в его пользу. 
15 июня 1736 стал кампмейстером кавалерийского полка Люина, который купил у герцога де Шеврёза, губернатора Парижа.
Получил роту королевской гвардии, переданную ему дедом Арманом де Бетюном. Принес за нее присягу Людовику XV 9 апреля 1737.

## Семья
Жена (4.03.1737): Мари-Элизабет де Ларошфуко-де-Руа (13.12.1720—2.07.1784), дочь Франсуа де Ларошфуко-де-Руа, графа де Руси, и Маргерит-Элизабет Юге. Придворная дама королевы, сменила в этой должности свою свекровь. Герцогиня д'Ансени была отставлена королем 24 апреля 1745, назначившим на ее место герцогиню де Нивернуа
Дети:
- герцог Арман-Жозеф (1.07.1738—27.10.1800). Жена 1) (19.02.1760): Луиза-Сюзанна Эдме Мартель (ум. 1780), дочь Шарля Мартеля, графа де Фонтен-Мартель, и Франсуазы Мартель де Клер; 2) (17.02.1783): Генриетта-Аделаида-Жозефа дю Буше де Сурш де Турзель (4.11.1765—1837)
- Мари-Элизабет-Полин (3.06.1739—18.07.1740)